# 안락동
안락동(安樂洞)은 대한민국 부산광역시 동래구의 법정동이다. 행정동으로 안락1·2동으로 나뉘며 안락SK아파트, 안락뜨란채1, 2단지아파트 등 대단지 아파트가 다수 들어서 있고 안남초등학교, 남일중학교, 안락중학교 등 여러 학교가 설립되어 있다. 이 지역에는 동해선 안락역과 부산원동역이 들어섰으며, 현재 부산 도시철도 4호선 충렬사역이 들어서 있다. 또 번영로, 원동IC, 봉생병원, 충렬사, 온천천, 부산환경공단이 들어서 있다.

## 교육
- 안남초등학교
- 안진초등학교
- 안민초등학교
- 남일중학교
- 안락중학교

## 문화재
- 충렬사

## 아파트
- SK에코플랜트
  - 안락SK - 1999년 5월 입주
  - SK쁘띠메종 - 2000년 6월 입주
- 안락현대 - 현대산업개발 / 2001년 3월 입주
- 대한주택공사
  - 안락뜨란채 1단지 - 삼협건설㈜ / 2005년 7월 입주
  - 안락뜨란채 2단지 - 경일건설㈜, 삼환까뮤㈜, 국제종합토건 / 2005년 10월 입주
  - 강변뜨란채 - 남양건설, 경동건설㈜ / 2006년 4월 입주
  - 안락휴먼시아 - 대명건설 / 2011년 7월 입주

## 같이 보기
- 대한민국의 지리
- 대한민국의 행정 구역